# Oggetti in meno
Oggetti in meno è stata una mostra allestita a Torino dall'artista biellese Michelangelo Pistoletto tra il dicembre 1965 e il gennaio 1966. È considerata basilare per lo sviluppo dell'Arte povera, teorizzata di lì a breve da Germano Celant. Con queste opere, come ad esempio i quadri specchianti, l'autore intende coinvolgere lo spettatore facendolo diventare protagonista dell'opera. 
(Michelangelo Pistoletto)

## Descrizione
L'esposizione presenta opere molto diverse tra loro e che sembrano non appartenere tutte allo stesso autore. È evidente un'anti-omogeneità poiché non c'è una ricorrenza stilistica e forme, temi e materiali delle opere sono eterogenei fra loro. Le opere sono volutamente evasive: non si capisce bene né la loro origine né la loro destinazione proprio perché formano un insieme incomprensibile di elementi diversi tra loro, che apparirebbe privo di senso anche se i suoi stessi elementi si sommassero assieme.

### Concetto teorico alla base dell'esposizione
Il senso di questa incertezza d'origine e destinazione fa sì che ciascun oggetto manifesti una propria genericità senza uniformarsi agli altri, ma anzi accentuando la singolarità del “proprio esserci”. Si parla quindi, riguardo alla mostra, di un "aggregato di singolarità generiche". È come se l'artista provocasse una sorta di cortocircuito, a manifestazione della distanza tra le singole opere e tra l'insieme di esse (l'opera completa) e l'autore.
L'identità autore appare dunque instabile, non essendo le opere riconducibili ad un unico stile. Anche l'insieme degli oggetti non appare né unitario né come una confluenza dei suoi singoli componenti nell'uno (è una molteplicità).

## Interpretazione
L'inconsistente insieme di elementi allude alla nostra realtà. La comunità, infatti, è talmente caotica che le affinità e le differenze tra i suoi componenti non sono regolabili o concettualizzabili tramite la ragione. Non nascondendo la sua incompletezza, l'insieme degli "oggetti" genera continui scarti, sia tra i propri componenti che tra questi e l'insieme ed anche tra l'insieme e tutto il resto. Avviene così che il tutto si definisce grazie al riconoscimento di una comune non-relazione tra le parti che, paradossalmente, sono legate dalla loro reciproca distanza.